# ثرعمة
ثُرْعُمَة هو جنس من محار المياه المالحة الصالحة للأكل ، الرخويات البحرية ذات الصدفتين في فصيلة الزوهريات. ظهرت في السجل الأحفوري في العصر السينُماني. أنواعها المعروفة نحو 130 نوعاً منتشرة في معطم بحار البلاد الحارة والمعتدلة الحرارة. أصدافها متباينة الشكل يكثر فيها الصيواني. مصاريعها متساوية ثلاثة الأسنان. أصفادها مالسة أو متتابعة التحزيز الدقيق. أطرافها مسنَّنة الحتار. مثاعبها ثنائية طليقة مهذبة الأطراف. تعيش منعمنة في الرمال المغمورة بالماء أو بين الصخور. لحومها مأكولة جيدة الصنف.